# Simona Turini
Simona Turini (* 1981 in Mainz) ist eine deutsche Schriftstellerin, Übersetzerin und Lektorin.

## Leben und Werk
Simona Turini studierte Allgemeine und Vergleichende Literaturwissenschaft, Romanistik und Geologie an der Johannes Gutenberg-Universität Mainz. Ihr bevorzugtes Genre ist Horror, wobei sie hauptsächlich Kurzgeschichten schreibt, die in zahlreichen Anthologien veröffentlicht wurden. Aber auch Novellen und Romane sind bereits erschienen.
2020 veröffentlichte Turini im Rahmen des »DarkStream Festival« den Kurzfilm »Aussterben«, der in Zusammenarbeit mit Jochen Bettgens (Musik) und Joe Bulla (Schnitt & Bildregie) entstand. Der Film basiert auf der Kurzgeschichte »Aussterben« aus der Anthologie »Das Ende der Menschheit« des Amrûn Verlags.
2021 reichten Regisseur Bulla, Musiker Bettgens alias <dE/mutE> und Turini in Zusammenarbeit mit der Berliner Dark-Cabaret-Band Feline & Strange den Kurzfilm »Der Trip« beim österreichischen Filmfestival »Fright Nights« ein. Der Film basiert auf Turinis Erzählung »Der Trip« aus der Sammlung »Der Fluch der Dunkelgräfin«.
Als Übersetzerin arbeitet sie frei für den Festa Verlag in Borsdorf bei Leipzig (Romane) und für Skinless Crow in Niederwangen/ Schweiz (Comics). Auch als Veranstalterin für Lesungen hat sich Turini bereits betätigt. So initiierte sie unter anderem mit dem KOHI Kulturraum e. V. in Karlsruhe die Lesereihen »Black Monday«, »Future Monday« und »Monster Monday«. 2025 fungiert Turini als Teil der Jury der »Fright Nights«.
Nach Zwischenstationen in Wiesbaden, Genua und Karlsruhe lebt und arbeitet sie im Rheinland.

## Werke
Romane
- Trümmer – eine Novelle der Zombie Zone Germany. Amrûn Verlag 2015 und 2024, ISBN 978-3-95869-423-1
- »Kopf hoch«, sagte der Silberfisch in meiner Badewanne. Roman. Amrûn Verlag 2016, ISBN 978-3-95869-225-1
- Der Fernseher – eine Story to Go. Verlag Torsten Low 2020
- Welt in Trümmern – eine Novelle der Zombie Zone Germany. Amrûn Verlag 2025, ISBN 978-3-95869-432-3

Sachbücher
- Sie sind da! Der Zombie als Motiv in Literatur & Film. Amrûn Verlag 2017, ISBN 978-3-95869-203-9

Anthologien
- Der Fluch der Dunkelgräfin. Amrûn Verlag 2021, ISBN 978-3-95869-398-2